# Коле дел Соле (Терамо)
Коле дел Соле (итал. Colle del Sole) је насеље у Италији у округу Терамо, региону Абруцо.
Према процени из 2011. у насељу је живело 11 становника. Насеље се налази на надморској висини од 216 м.